# Chioara, Ialomița
Chioara (numită în ultimii ani de existență Lunca) a fost o comună în județul Ialomița, Muntenia, România. Se afla în lunca râului Ialomița, aproape de vărsarea acestuia în brațul Borcea al Dunării.
Comuna a fost organizată în 1864, din două moșii existente până atunci: Blagodeasca (5.500 ha) și Bobu (Corneanca; 5.000 ha), moșii aflate în proprietatea statului după ce au fost secularizate, anterior apariținând mănăstirii Mărgineni. La sfârșitul secolului al XIX-lea, comuna făcea parte din plasa Ialomița-Balta a județului Ialomița și avea 1680 de locuitori în satele Chioara și Bobu și în cătunele Sf. Vasile, Cojasca și Paraipanu. În comună funcționa o școală mixtă, cu 42 de elevi, din care 2 fete; și o biserică. Anuarul Socec din 1925 o consemnează cu 1647 de locuitori, în plasa Țăndărei a aceluiași județ, având în componență satele Chioara și Sf. Vasile.
În 1950, comuna a fost transferată raionului Fetești din regiunea Ialomița, apoi (după 1952) din regiunea Constanța și (după 1956) din regiunea București. 
În 1965, denumirea comunei a fost schimbată în Lunca.
În 1968, a revenit la județul Ialomița, reînființat.
Grav afectate de inundațiile din 1970, satele comunei au fost abandonate, cei mai mulți dintre locuitori mutându-se în localitățile Țăndărei, Vlădeni și Făcăeni. Inundațiile din 1975, mai catastrofale decât cele din 1970, au distrus și urmele satului abandonat.